# Thomas Da Costa
Pour les articles homonymes, voir Da Costa.
Thomas Da Costa, né le 31 juillet 1998 à Joinville-le-Pont, est un acteur et rappeur français.
Il est notamment connu pour jouer dans la série télévisée Ici tout commence sur TF1.

## Biographie
Thomas Da Costa apparaît en 2020 dans la pièce de théâtre On purge bébé, de Georges Feydeau. Après des études à la Sorbonne, il commence sa carrière dans le rap et sort son premier morceau, Avion Mode, le 17 mars 2022. La même année, il joue dans la web-série La Terre est ronde [source secondaire nécessaire].
En 2022, il se fait connaître du grand public en incarnant Axel Teyssier, dans la série télévisée Ici tout commence sur TF1. À 23 ans, il s'agit de sa première participation à une production télévisée.
En 2022, il est candidat dans la saison 12 de l'émission Danse avec les stars sur TF1,en duo avec Elsa Bois. Ils terminent quatrième de la compétition.

## Discographie

### Singles
- 2022 : Avion mode
- 2023 : Jeu
- 2024 : Ensemble
- 2024 : OH OH
- 2024 : Pense Encore

### Collaborations
- 2021 : Netflix - de Colas feat. Thomas Da Costa[7]
- 2023 : Joué - de Carla Lazzari feat. Thomas Da Costa

## Théâtre
- 2019 : Zones en travaux, mis en scène par Marcus Borja, au théâtre des Abesses, à Paris[8]
- 2020 : On purge bébé, écrit par Georges Feydeau, mis en scène par Émeline Bayart, au théâtre de l'Atelier, à Paris

## Filmographie

### Cinéma
Courts métrages
- 2021 : La Fatigue de Louise Gib : Zach
- 2022 : Le temps qu'on a de Nathan Villanneau

### Web-séries
- 2020 : La Terre est ronde de David Olympe Cabon et Romain Le Bleis : Julien

### Télévision
Séries télévisées
- 2022 - 2023 : Ici tout commence : Axel Teyssier
- 2025 : Camping Paradis : Théo Daubigny (saison 16, épisode 2)

#### Émissions de télévision
- 2022 : Danse avec les stars (Saison 12), sur TF1 : candidat en duo avec Elsa Bois[4]